# Sveriges herrlandslag i inlinehockey
Sveriges herrlandslag i inlinehockey representerar Sverige i inlinehockey på herrsidan, och har blivit världsmästare flera gånger.  välkända hockeyspelare som Henrik Lundqvist och Daniel Wessner har spelat för Sverige även i denna sport.

## Historik
Laget spelade sin första match den 13 juni 1997 i Helsingfors under Labeda Cup, och besegrade då Ryssland med 8-4.